# Berthar (mayordomo)
Berthar  fue el mayordomo de palacio de Neustria y de Borgoña del 686 al 687. Sucedió en el cargo a Waratton, con cuya hija Anstrude se había casado.
A diferencia de su suegro, Berthar no mantuvo la paz con Pipino de Heristal. En 687, Pipino le venció a él y a Teoderico III en la batalla de Tertry en el Vermandois. Muchos de los supervivientes del bando perdedor huyeron a las cercanas abadías de Péronne y San Quintín. Por su parte, Berthar y Teoderico se refugiaron en París. Pipino los persiguió y les impuso un tratado de paz en el que se dispuso que Berthar renunciaría a su cargo. En disputas posteriores, Berthar asesino a su suegra, Ansfled y huyó. Su esposa desposó entonces al primogénito de Pipino, Drogo, duque de Champaña, y Pipino fue nombrado mayordomo de palacio tanto de Neustria como de Borgoña sin oposición.
Berthar falleció en el otoño del 688 o a comienzos del año siguiente.
| Precedido por Waratton | Mayordomo de Palacio de Neustria 682-686 | Sucedido por Nordeberto |